# Red Garland
Red Garland, właśc. William McKinley Garland jr (ur. 13 maja 1923 w Dallas, zm. 23 kwietnia 1984 tamże) – amerykański pianista jazzowy.
Nagrał wiele płyt jako lider, mimo to pamiętany jest przede wszystkim jako współpracownik Milesa Davisa i członek sekcji rytmicznej jego pierwszego kwintetu. Doceniono również jego wyrafinowaną technikę gry i stosowanie akordów blokowych, które stały się wzorem dla współczesnych mu oraz późniejszych pianistów.

## Życiorys

### Młodość
William McKinley Garland junior przyszedł na świat 13 maja 1923 w Dallas w stanie Teksas. Początkowo doskonalił się w grze na instrumentach stroikowych, klarnecie i saksofonie altowym, ćwicząc pod okiem Henry’ego „Bustera” Smitha, wcześniej mentora saksofonisty Charliego Parkera. Na fortepianie zaczął grać dopiero w wieku ok. 18 lat, już po wstąpieniu w szeregi armii, stacjonując w forcie Huachuca w Arizonie. Ćwiczył intensywnie i robił szybkie postępy, z czasem stając się profesjonalnym muzykiem, który początkowo pozostawał pod wpływem pianistów mainstreamowych. W owym czasie również boksował; w wadze półśredniej walczył nawet z Sugar Rayem Robinsonem, pojedynek jednak przegrał. Po zwolnieniu ze służby wojskowej występował lokalnie w rodzinnym Teksasie.

### Początki profesjonalnej kariery
W 1946 został zaproszony przez trębacza Orana „Hot Lips” Page’a do współpracy; wyruszył w trasę koncertową z jego zespołem, po kilku miesiącach rozstając się z nim w Nowym Jorku, gdzie wkrótce znalazł pracę. Dzięki rekomendacji został na kilka tygodni zaangażowany także przez wokalistę Billy’ego Eckstine’a, udając się w trasę z prowadzoną przezeń grupą. Po powrocie nawiązał współpracę z Eddiem „Lockjaw” Davisem; występował w różnych klubach i z różnymi zespołami. W tym czasie zaprzyjaźnił się z Budem Powellem, który – oraz Art Tatum, Nat King Cole i Erroll Garner – wywarł znaczący wpływ na jego grę.
Pomiędzy 1946 a 1955 nieprzerwanie występował w Nowym Jorku i Filadelfii, akompaniując tak znanym muzykom, jak Charlie Parker, Lester Young, Coleman Hawkins i Roy Eldridge. Mimo to przez kilka lat wciąż pozostawał muzykiem raczej słabo rozpoznawalnym; zaczęło się to z wolna zmieniać na przełomie lat 40. i 50., także w efekcie współpracy z Hawkinsem, Youngiem i Benem Websterem.

### Kwintet Milesa Davisa
Prawdziwą sławę zdobył dopiero grając u boku Milesa Davisa, z którym jeszcze w 1953 zapoznał go perkusista Philly Joe Jones. Davis poszukiwał pianisty grającego podobnie jak Ahmad Jamal, a jako że m.in. również pod jego wpływem pozostawał Garland, to trębacz postanowił zaprosić go do swojego kwintetu, w którym stał się podporą sekcji rytmicznej złożonej z Jonesa i kontrabasisty Paula Chambersa.
Członkiem combo, w którym pośród wymienionych znajdował się także saksofonista John Coltrane, pozostawał w latach 1955-1958. Nagrał wtedy pod kierownictwem Davisa kilka słynnych albumów, zarówno dla wytwórni Prestige (Cookin’, Relaxin’, Workin’, Steamin’), jak i Columbia (‘Round About Midnight, Milestones).
W tym samym czasie nagrywał też z innymi jazzmanami, wśród których znaleźli się Sonny Rollins (Tenor Madness, 1956), Art Pepper (Art Pepper Meets the Rhythm Section, 1957), Curtis Fuller (Curtis Fuller with Red Garland, 1957), Phil Woods (Sugan, 1957) i Coltrane (John Coltrane with the Red Garland Trio, 1957). Jednocześnie prowadził własne trio i wraz z Paulem Chambersem i Artem Taylorem zarejestrowywał sygnowane rodowym nazwiskiem albumy, A Garland of Red (1956), Red Garland’s Piano (1956-1957), Groovy (1956-1957) i in..

### Dalsza kariera
Po zakończeniu współpracy z Davisem, do 1962 kontynuował nagrywanie własnych płyt pod szyldem Prestige (w tym Moodsville) bądź Jazzland (podległej Riverside Records), kooperując z rozmaitymi muzykami, dla przykładu z Wendellem Marshallem i Charliem Persipem przy okazji sesji, w trakcie której powstał materiał wydany w 1963 na albumie When There Are Grey Skies. Okazjonalnie udzielał się też jako sideman, jak w listopadzie 1960, gdy wsparł w studio tenorzystę Arnetta Cobba. W 1968 wrócił do rodzinnego Dallas, by zająć się niedomagającą matką.

### Lata 70.-80., śmierć
W latach 70. stopniowo powrócił do nagrywania płyt, związując się z różnymi wytwórniami, np. MPS (1971), Alfa Jazz (1974) i Galaxy (1977-1979). Swą karierę kontynuował jeszcze w następnej dekadzie, występując na scenie i rejestrując premierowy materiał, który trafił na albumy Misty Red (1982) oraz – nagrany w lutym 1983 w San Francisco – The Last Recording.
Zmarł w wyniku ataku serca 23 kwietnia 1984 w wieku niespełna 61 lat w mieście swoich urodzin, Dallas.

## Wybrana dyskografia
Opracowano na podstawie materiału źródłowego.
| - A Garland of Red (Prestige, 1956) - Red Garland’s Piano (Prestige, 1956-1957) - Red Garland Revisited! (Prestige, 1957) - The P.C. Blues (Prestige, 1956-57) - Groovy (Prestige, 1956–57) - All Mornin’ Long (Prestige, 1957) - High Pressure (Prestige, 1957) - Dig It! (Prestige, 1957–58) - It’s a Blue World (Prestige, 1958) - Manteca (Prestige, 1958) - Can’t See for Lookin’ (Prestige, 1958) - Rojo (Prestige, 1958) - The Red Garland Trio (Moodsville, 1958) - All Kinds of Weather (Prestige, 1958) - Red in Bluesville (Prestige, 1959) - Satin Doll (Prestige, 1959 [1971]) - Red Garland Live! (Prestige, 1959) - The Red Garland Trio + Eddie „Lockjaw” Davis (Moodsville, 1959) - Soul Junction (Prestige, 1960) - Red Garland at the Prelude (Prestige, 1960) - Red Alone (Moodsville, 1960) - Alone with the Blues (Moodsville, 1960) - Halleloo-Y’-All (Prestige, 1960) - Soul Burnin’ (Prestige, 1960) - Bright and Breezy (Jazzland, 1961) - The Nearness of You (Jazzland, 1961) - Solar (Jazzland, 1962) - Red’s Good Groove (Jazzland, 1962) - When There Are Grey Skies (Prestige, 1962) - Lil’ Darlin’ (Status, 1963) - The Quota (MPS, 1971) - Auf Wiedersehen (MPS, 1971) - Groovin’ Live (Alfa Jazz, 1974) - Groovin’ Live II (Alfa Jazz, 1974) - Keystones! (Xanadu, 1977) - Groovin’ Red (Keystone, 1977) - Red Alert (Galaxy, 1977) - Crossings (Galaxy, 1977) - Feelin’ Red (Muse, 1978) - Equinox (Galaxy, 1978) - Stepping Out (Galaxy, 1979) - So Long Blues (Galaxy, 1979) - Strike Up the Band (Galaxy, 1979) - Misty Red (Baystate, 1982) - The Last Recording (Meldac Jazz, 1983) | Arnett Cobb: - Sizzlin’ (Prestige, 1960) - Ballads by Cobb (Moodsville, 1960) John Coltrane: - John Coltrane with the Red Garland Trio (= Traneing In; Prestige, 1958) - Soultrane (Prestige, 1958) - Lush Life (Prestige, 1961) - Settin’ The Pace (Prestige, 1961) - The Believer (Prestige, 1964) - The Last Trane (Prestige, 1966) Miles Davis: - The Musings of Miles (Prestige, 1955) - Miles: The New Miles Davis Quintet (Prestige, 1956) - ‘Round About Midnight (Columbia, 1957) - Cookin’ with The Miles Davis Quintet (Prestige, 1957) - Relaxin’ with The Miles Davis Quintet (Prestige, 1958) - Milestones (Columbia, 1958) - Workin’ with The Miles Davis Quintet (Prestige, 1959) - Steamin’ with The Miles Davis Quintet (Prestige, 1961) Curtis Fuller: - Curtis Fuller with Red Garland (New Jazz, 1963) Coleman Hawkins: - Coleman Hawkins with the Red Garland Trio (Moodsville, 1959) Art Pepper: - Art Pepper Meets the Rhythm Section (Contemporary, 1957) Sonny Rollins: - Tenor Madness (Prestige, 1956) Phil Woods: - Sugan (Status, 1957) |